# Ontsira palliata
Ontsira palliata är en stekelart som först beskrevs av Cameron 1881.  Ontsira palliata ingår i släktet Ontsira och familjen bracksteklar. Inga underarter finns listade i Catalogue of Life.